# Famille Baseggio
 (juillet 2024).
Si vous disposez d'ouvrages ou d'articles de référence ou si vous connaissez des sites web de qualité traitant du thème abordé ici, merci de compléter l'article en donnant les références utiles à sa vérifiabilité et en les liant à la section « Notes et références ».
La famille Baseggio (ou Basegio) se nomma à l'origine Mastalice. Elle concourut à l'élection du premier doge de Venise.

## Historique
Elle fonde l'Église San Basegio (Saint-Basile). Elle a fourni des sujets aux principales charges de l'État.

## Armes

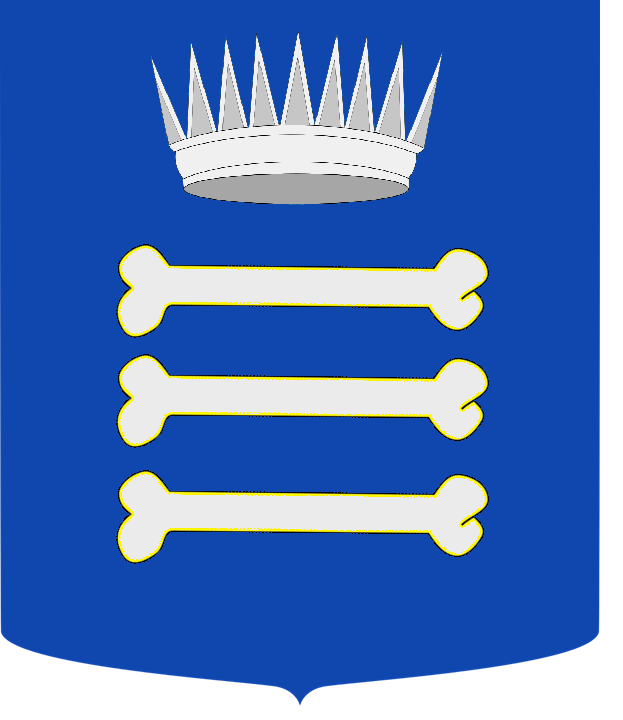
Armes des Baseggio.

Les armes de la famille sont composées d'azur avec trois os de morts posé en face l'un sur l'autre et une couronne en chef, du même métal.

## Personnalités
- Lorenzo, patriarche de Grado au Xe siècle.
- Basilio, procurateur de Saint-Marc.
- Giovanni, capitaine général de mer qui reçut ses armes des mains de l'empereur Baudouin.
- Jacopo, Andrea et Marco furent généraux resp. à Chypre contre les Génois, en Istrie et dans le Golfe contre les génois.
- Maria, épouse du doge Pietro Ziani.